# Stabila (Unternehmen)
Die Stabila Messgeräte Gustav Ullrich GmbH ist ein Unternehmen im rheinland-pfälzischen Ort Annweiler am Trifels, das seit 1889 Messwerkzeuge herstellt und im Bereich Wasserwaagen, Gliedermaßstäbe (Zollstöcke) und elektronische Messtechnik zu den weltweit führenden Unternehmen seiner Art gehört. Die Produkte werden in über 80 Länder vertrieben. Gegründet wurde das Unternehmen von Gustav Ullrich.

## Geschichte

### Vorgeschichte
Im Jahr 1820 gründete Leonhard Ullrich in Maikammer ein Handelsgeschäft, das er später an seine Söhne weitergab. In der Wirtschaftskrise ab 1850 fertigte Anton Ullrich, zusammen mit seinem Bruder Franz, Gliedermaßstäbe. 1886 wurde von den beiden Brüdern das Federgelenk des Klappmeters patentiert. Damit gelten beide zusammen als die Erfinder des in der heutigen Form gebräuchlichen Gliedermaßstabs.

### Gründung und Anfänge

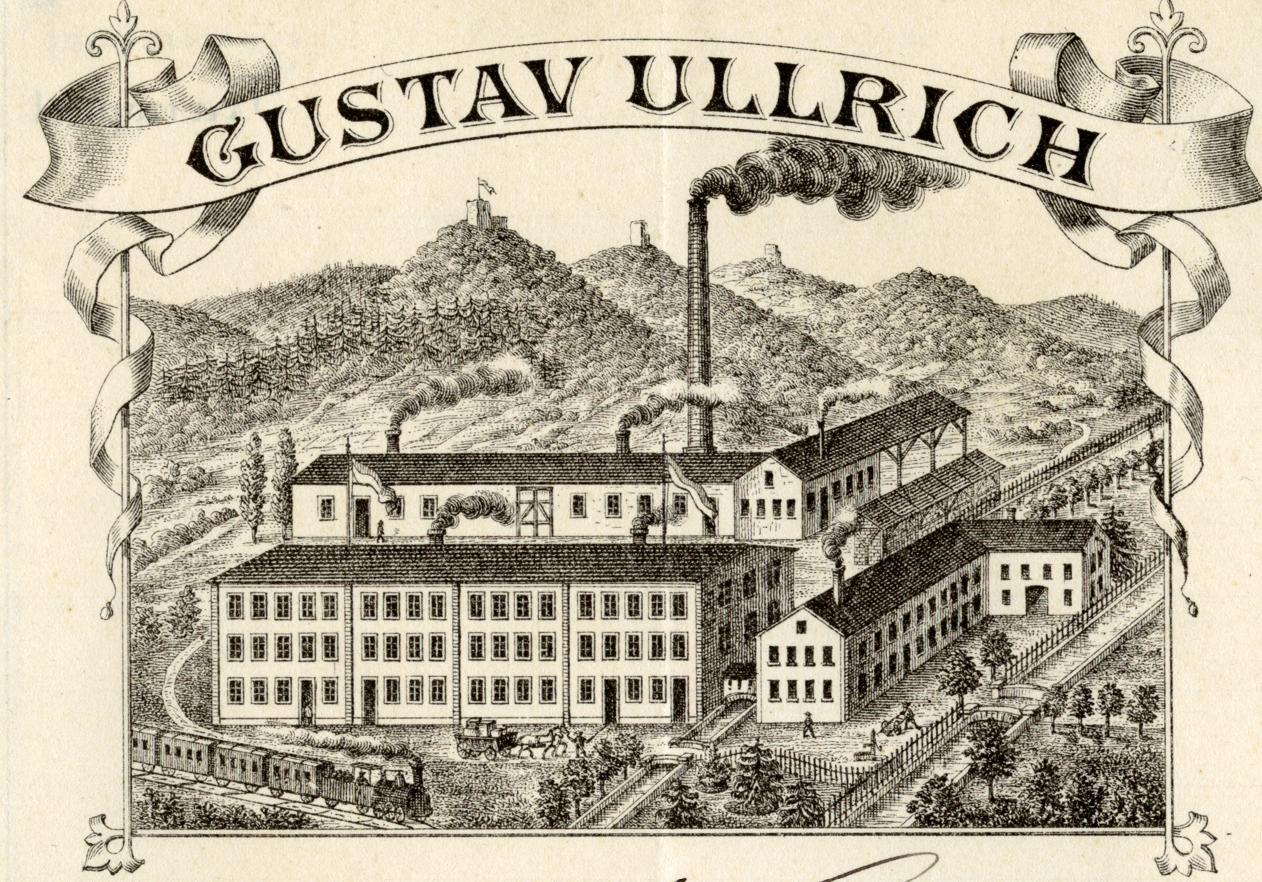
Meterfabrik Gustav Ullrich, abgebildet auf einem Briefkopf vom 25. November 1890. Zu sehen ist das Gebäude der ehemaligen Strohmanufaktur, das hier abgeändert (nicht in der eigentlichen U-Form) dargestellt ist.

Gustav Ullrich, ein Sohn von Franz Ullrich, ging im Jahr 1889 nach Annweiler, wo er östlich der Bernsbacher Mühle (Kabigmühle) Grundstücke im Ausmaß von 16070 m2 erwarb, auf denen sich die Fabrikgebäude einer ehemaligen Strohmanufaktur befanden. Deren Hauptgebäude ist in Form eines U angelegt und steht bis heute. Nach dem Kauf gründete er bald die Meterfabrik auf dem Gelände, ein genaues Gründungsdatum ist nicht bekannt. Die Ersterwähnung von amtlicher Seite beläuft sich auf den 25. Oktober 1889.
Das Sortiment umfasste anfangs Wasserwaagen, Maßstäbe, Rollbandmaße und Senklote. Aber auch diverse Eisenwaren wie Comptoirhacken gehörten dazu.
Nachdem 1890 die Gründung der Schwesterfirma „Franz Ullrich Söhne“, ursprünglich ein Nebenwerk der Firma „Gebrüder Ullrich“ in Maikammer, vollzogen war, wurde eine Arbeitersiedlung östlich der Meterfabrik gebaut. Bestehend aus ursprünglich 9 Gebäuden, wurde diese zwischen den Jahren 1890 und 1898 errichtet. Auch sie stehen heute noch und dienen als Wohnraum, wobei 3 von ihnen zwischenzeitlich abgerissen wurden.

### Ausbau des Unternehmens

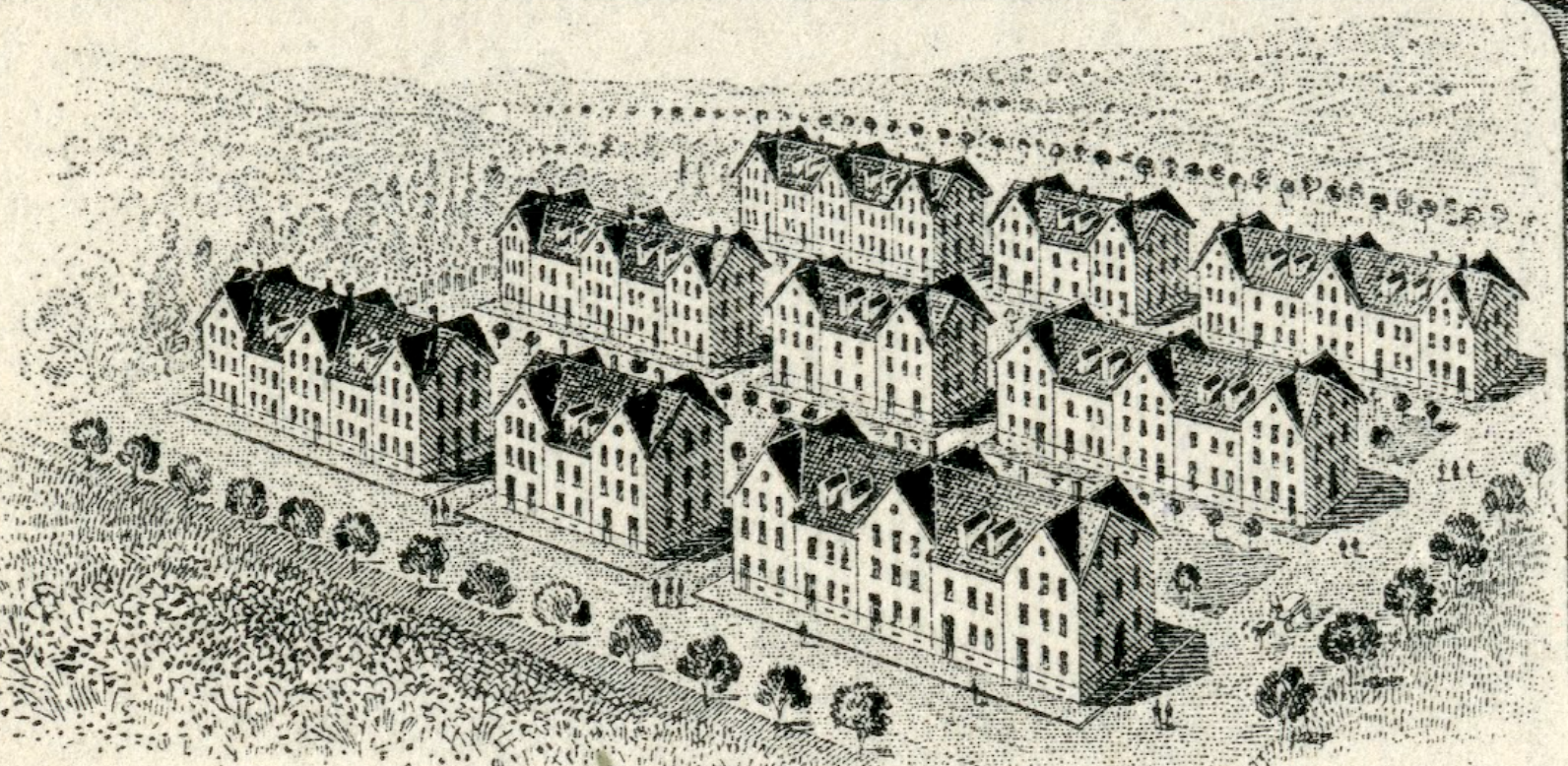
Arbeiterwohnungen um 1900

Gustav Ullrich erweiterte den Betrieb durch weitere Gebäude und Außenstandorte, da mittlerweile der Platz nicht mehr ausreichend war. So kaufte er die Neumühle (Annweiler) für die Rollbandmaßproduktion und ein Außenwerk in Chalon-sur-Marne in Frankreich diente der Holzbeschaffung. Auch ein Gleisanschluss an beide Unternehmen folgte bald, weshalb nun unter anderem bis nach Russland exportiert wurde.

#### Erster Weltkrieg und Zwischenkriegszeit
Durch Beginn des Ersten Weltkrieges konnten weitere Bauvorhaben Gustav Ullrichs nicht fortgesetzt werden. Während der Kriegszeit geriet die Meterfabrik in eine tiefe wirtschaftliche Krise. Dies bedingte vor allem der relativ schnelle Wegfall des Außenwerkes in Frankreich, da nun eine wichtige Beschaffungsquelle für Holz wegfiel.
Außerdem dienten Gebäude der Fabrik als Lazarett.
Die Produktion lief nur schleppend wieder an, zumal das französische Werk enteignet wurde. 1929 wurde der Markenname „Stabila“ registriert.

#### Zweiter Weltkrieg

Die Meterfabrik 1926

Während des Zweiten Weltkrieges wurde Stabila für keine Heeresfertigung in Anspruch genommen, was das Unternehmen unter anderem nach dem Krieg vor der Demontage bewahrte. Die Produktion von Messgeräten fand unter wirtschaftlich sehr schwierigen Bedingungen statt, da zusätzlich zur Materialknappheit fast die gesamte Belegschaft 1944 zu Schanzarbeiten an den Westwall abgezogen wurde. Schließlich kam die Produktion fast vollständig zum Erliegen.
Am 1. Januar 1945 ereignete sich ein Luftangriff auf Annweiler, wobei gezielt die beiden Fabriken bombardiert wurden. Während die Emaille-Fabrik weitaus größere Schäden zu verzeichnen hatte, traf Stabila eine Brandbombe in das Firmenarchiv. Außerdem wurden durch Druckwellen der Detonationen Ziegel der Gebäude abgedeckt. Nach dem Krieg fand man auf dem Firmengelände zwei Blindgänger.

#### Nachkriegszeit
1948 wurde Günther Leipold, Enkel von Gustav Ullrich, persönlich haftender Gesellschafter und Geschäftsführer. Wasserwaagen wurden nun nicht nur aus Holz, sondern auch aus Aluminium-Druckguss und dann vor allem aus Aluminium-Profilen gefertigt.

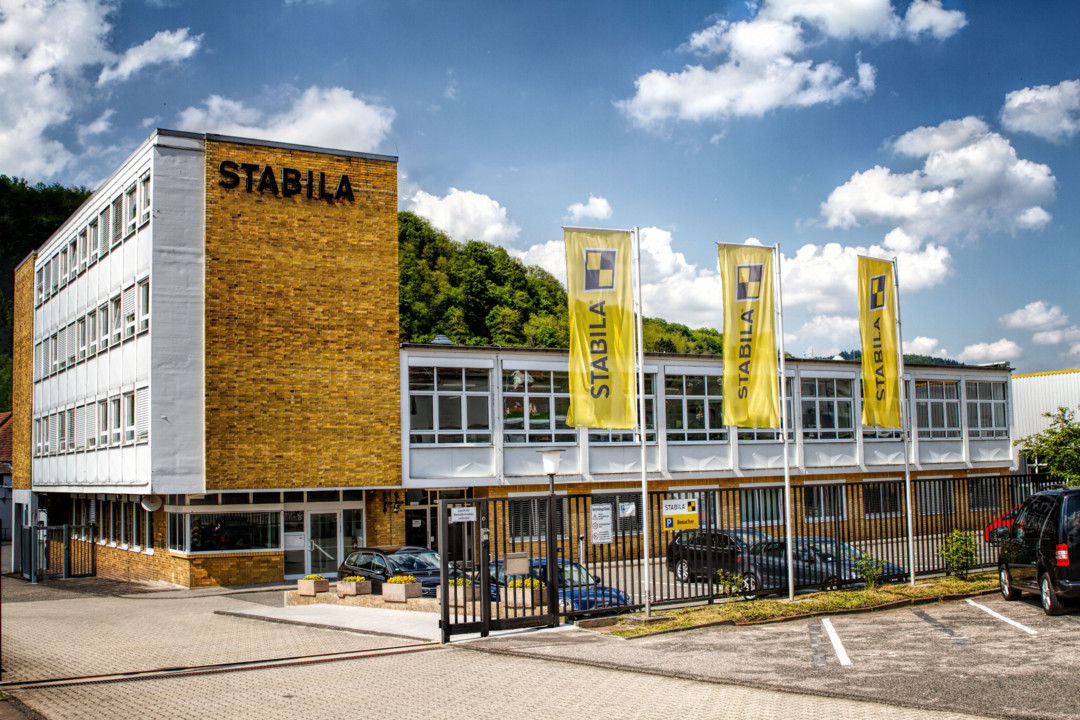
STABILA Stammwerk in Annweiler 2022

1952 erfolgte der Erwerb eines Patentes für die Acrylglas-Libelle und 1979 das Patent für ein neuartiges Verfahren der Libellenmontage. Seither werden Libellen fest in den Profilkörper der Wasserwaagen eingegossen, was die Präzision der Messung dauerhaft sichert („Locked Vials“).
In den 1960er Jahren wurde ein neues Wirtschaftsgebäude erbaut, das heute noch als Haupteingang des Werkes dient.
1993 begann Stabila mit der Fertigung von Maßstäben im tschechischen Haluzice. Die Herstellung von Präzisionswerkzeugen sowie die Bedruckung der Maßstäbe für das Werbemittelgeschäft verblieben im Stammwerk in Annweiler. Mitte der 1990er Jahre begann hier auch die Fertigung von Laser-Messgeräten. 2011 wurde in China ein weiteres Produktionswerk für die Fertigung von Linienlasern als Joint Venture mit Mehrheitsbeteiligung aufgebaut. Im Laufe der Jahre kamen Vertriebs-Tochtergesellschaften 1997 in Chicago/USA, 2018 in Shenzhen/China sowie Sydney/Australien, 2019 in Italien und 2021 in Großbritannien dazu.
Bis heute ist das Unternehmen im Besitz der Nachkommen des Firmengründers Gustav Ullrich. Seit April 2014 ist Ulrich Dähne Geschäftsführer.
Logistikzentrum in Hauenstein

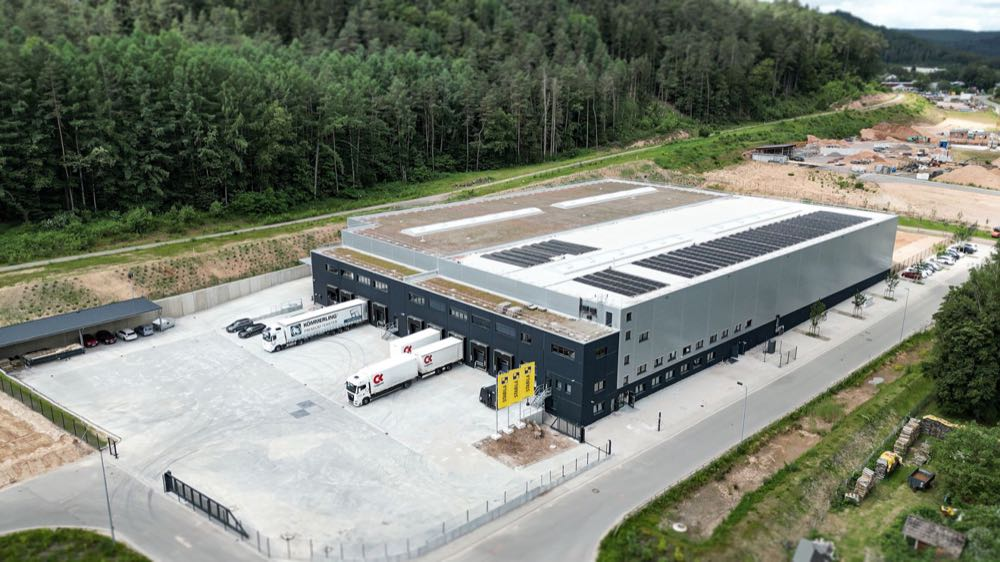
2024 eingeweihtes Logistikzentrum in Hauenstein

Durch fortschreitenden Platzmangel im Stammwerk in Annweiler beschloss das Unternehmen 2022, ein Logistikzentrum im Neubaugebiet Hauenstein/Wilgartswiesen zu errichten. Dieses schafft nach Angaben der Firma etwa 35 neue Arbeitsplätze und soll auch für zukünftige mögliche Investitionen Platz bieten. Im Sommer 2024 wurde es eingeweiht, besteht aus einer Halle mit insgesamt 7500 m2 Größe und nahm den Betrieb auf.

## Produkte
- Wasserwaagen[5]
- Gliedermaßstäbe[5]
- Rollbandmaße[5]
- Laser[5]

Die kundenspezifische Bedruckung von Holz-Gliedermaßstäben als Werbemittel ist ein weiterer wichtiger Geschäftsbereich. Dieser Bereich wird durch ein eigenes Verkaufsteam betreut.

## Nachwuchsförderung
Seit vielen Jahren engagiert sich Stabila verstärkt in der Nachwuchsförderung und steht in engem Kontakt mit Berufsschulen und Ausbildungszentren im Bauhandwerk. Seit 2015 ist das Unternehmen Mitglied bei den WorldSkills Germany und sponsert die nationalen und internationalen Berufswettbewerbe, wie die EuroSkills und WorldSkills. Im Jahr 2025 wurde das Unternehmen Premium-Sponsor von WorldSkills Europe.
Mit speziellen Kampagnen spricht Stabila die junge Zielgruppe auf den Stabila-Social-Media-Kanälen gezielt an, um die Attraktivität des Handwerks zu steigern und auch Frauen für den Handwerksberuf zu begeistern, z. B. „Be a true Pro“, „True Pro Ladies“.

## Auszeichnungen
Seit 2012 wird Stabila alljährlich vom Zentralverband Hartwarenhandel mit einer Auszeichnung als Partner des Fachhandels im Bereich Messwerkzeuge geehrt.